# Yekaterina Krasnova
Yekaterina Serguéyevna Krasnova –en ruso, Екатерина Сергеевна Краснова– (Cheboksary, 31 de enero de 1988) es una deportista rusa que compite en lucha libre. Ganó cuatro medallas en el Campeonato Europeo de Lucha entre los años 2009 y 2013.

## Palmarés internacional
| Campeonato Europeo | Campeonato Europeo  | Campeonato Europeo | Campeonato Europeo |
| Año                | Lugar               | Medalla            | Categoría          |
| ------------------ | ------------------- | ------------------ | ------------------ |
| 2009               | Vilna (Lituania)    | Medalla de oro     | 51 kg              |
| 2011               | Dortmund (Alemania) | Medalla de bronce  | 51 kg              |
| 2012               | Belgrado (Serbia)   | Medalla de bronce  | 51 kg              |
| 2013               | Tiflis (Georgia)    | Medalla de bronce  | 51 kg              |